# Habib Qaderi
Habib Qaderi, persisch حبيب قادري (* 1971 in Kabul), ist ein afghanischer Popsänger.

## Biografie
Qaderis Vater, Sultan Aziz Qaderi, war ein politischer Abgeordneter in der vor-kommunistischen Ära Afghanistans. 1983 floh die Familie nach Indien, dort besuchte er die Sheerno Junior High. Schon zu dieser Zeit interessierte er sich für Musik, und nahm Musikunterricht in Tabla und dem indischen Harmonium.
Die Familie zog 1985 weiter in die USA nach Los Angeles. Hier besuchte Qaderi die Costa Mesa High School und anschließend das Orange Coast College.

## Karriere
Nachdem Habib Qaderi zunächst nur bei privaten Anlässen aufgetreten war, nahm er sein erstes Album Chadar-e-Gulnaar auf, mit dem er jedoch keinen großen Erfolg erzielen konnte. Dieser stellte sich erst mit seinem dritten Album Aros Gulha ein, das unter anderem Duette mit der bekannten iranischen Sängerin Leila Forouhar enthielt.
Sein nächstes Album Golden Dream machte Habib Qaderi über Nacht zum afghanischen Star, wobei die folgenden Alben diesen Erfolg festigten.

## Diskografie

### Alben
- 1995: Chadar-e-Gulnaar
- 1998: Sahil
- 1997: Aros Gulha
- 2001: Golden Dream
- 2003: Mehmaan-e-Yaar
- 2006: For My People
- 2010: Closer

### Singles (Auswahl)
- 2006: Kabootar
- 2006: Lablab-e Joybaar
- 2006: Yaarakum Aamad
- 2013: Aftaw Baraanak

## Auszeichnungen
- 2003: Best Artist of the Year (The Afghan-American Artist’s Association of California)